# Pasha D. Lychnikoff
Pasha D. Lychnikoff, auch Pasha Lychnikoff oder Pavel Lychnikoff, eigentlich Pawel Dmitrijewitsch Lytschnikow (russisch Павел Дмитриевич Лычников; * 16. Februar 1967 in Moskau), ist ein russischer Schauspieler.

## Leben und Wirken
Nachdem der in Moskau geborene Pasha D. Lychnikoff ein Schauspieltraining an der Russischen Akademie für Theaterkunst erhalten hatte, zog er in den frühen 1990er Jahren in die USA. Laut der Kurzbiografie auf seinem IMDb-Profil soll Lychnikoff mit fünf Dollar in der Hosentasche am John F. Kennedy International Airport angekommen sein und konnte nur ein paar Worte Englisch, bis er in Los Angeles landete.
Seit Mitte der 1990er Jahre hat er in vielen US-amerikanischen Fernsehproduktionen und Kinofilmen mitgewirkt.
Seine bekanntesten Auftritte hatte Pasha D. Lychnikoff als russischer Mafioso Vadim Youchenko in dem Kinofilm Trade – Willkommen in Amerika, als Telegrafist Blazanov in der Fernsehserie Deadwood und als russischer Kosmonaut Dimitri Rezinov in der Fernsehserie The Big Bang Theory.
Des Weiteren hat er in Russland und in den USA in Theaterstücken mitgespielt. Außerdem erhielt er für sein produziertes und selbst geschriebenes Stück The Shelter, in dem er auch mitspielte, Preisnominierungen und gute Kritiken.

## Filmografie (Auswahl)

### Filme
- 1997: Crash Dive
- 1997: Air Force One
- 1997: Playing God
- 1998: Bad Cop, Bad Cop (Fernsehfilm)
- 2000: Bob, Verushka & the Pursuit of Happiness
- 2005: Dick und Jane (Fun with Dick and Jane)
- 2006: Miami Vice
- 2007: Trade – Willkommen in Amerika (Trade)
- 2007: Mr. Shi und der Gesang der Zikaden (A Thousand Years of Good Prayers)
- 2007: Der Krieg des Charlie Wilson (Charlie Wilson’s War)
- 2008: Reservations
- 2008: Cloverfield
- 2008: Indiana Jones und das Königreich des Kristallschädels (Indiana Jones and the Kingdom of the Crystal Skull)
- 2009: Star Trek
- 2011: Bucky Larson: Born to be a Star
- 2012: Chernobyl Diaries
- 2013: The Advocates (Fernsehfilm)
- 2013: Stirb langsam – Ein guter Tag zum Sterben (A Good Day to Die Hard)
- 2014: Tokarev – Die Vergangenheit stirbt niemals (Rage)
- 2015: Rodina
- 2016: Beyond Valkyrie: Morgendämmerung des ‘Vierten Reichs‘ (Beyond Valkyrie: Dawn of the 4th Reich)
- 2018: Siberia – Tödliche Nähe (Siberia)
- 2022: Bullet Train
- 2025: Mission: Impossible – The Final Reckoning

### Fernsehserien
- 1996: New York Cops – NYPD Blue (NYPD Blue)
- 1997: Dark Skies – Tödliche Bedrohung (Dark Skies)
- 1999: Nash Bridges
- 2001: Big Apple
- 2002: Alias – Die Agentin (Alias)
- 2002: Without a Trace – Spurlos verschwunden (Without a Trace)
- 2003: CSI: Miami
- 2003: She Spies – Drei Ladies Undercover (She Spies)
- 2006: The Shield – Gesetz der Gewalt (The Shield)
- 2005–2006: Deadwood (14 Folgen)
- 2007: CSI: NY
- 2008: Chuck
- 2009: Leverage
- 2009: Lie to Me
- 2010: Law & Order: New York
- 2010: The Defenders
- 2010: Undercovers (zwei Folgen)
- 2011: The Cape
- 2011: Chaos
- 2012: Bent (Miniserie, 6 Folgen)
- 2012: The Big Bang Theory (5 Folgen: 5.24, 6.01–6.04)
- 2012: Eagleheart
- 2013: New Girl
- 2013: Navy CIS: L.A.
- 2014: Gang Related
- 2014: The Blacklist (Staffel 2, Folge 2)
- 2016: Der Turnlehrer (Физрук)
- 2016: Shameless
- 2018: Six
- 2022: Stranger Things (Staffel 4, Folge 6)

### Computerspiele (als Sprecher)
- 2003: Medal of Honor: Allied Assault Spearhead
- 2003: Freedom Fighters
- 2005: Medal of Honor: European Assault
- 2006: SOCOM: U.S. Navy SEALs Combined Assault
- 2008: Tom Clancy’s EndWar
- 2008: Dark Sector
- 2010: Singularity
- 2012: Tom Clancy’s Ghost Recon: Future Soldier
- 2012: Warhammer Online: Wrath of Heroes
- 2013: Battlefield 4
- 2019: Metro Exodus